# Trey McBride
Trey McBride (Greeley, 22 novembre 1999) è un giocatore di football americano statunitense che milita nel ruolo di tight end per gli Arizona Cardinals della National Football League (NFL).

## Carriera

### Arizona Cardinals
McBride al college giocò a football a Colorado State dove, nell'ultima stagione, vinse il John Mackey Award come miglior tight end della nazione, oltre ad essere premiato unanimemente come All-American. Fu scelto nel corso del secondo giro (55º assoluto) nel Draft NFL 2022 dagli Arizona Cardinals. I primi tre passaggi li ricevette dal quarterback Kyler Murray nella vittoria del quarto turno sui Carolina Panthers. Nel penultimo turno disputò la miglior partita della sua stagione da rookie ricevendo 7 passaggi per 78 yard e un touchdown dal quarterback David Blough contro gli Atlanta Falcons. La sua prima stagione si concluse con 29 ricezioni per 265 yard e una marcatura in 16 partite, 13 delle quali come titolare.
Nel decimo turno della stagione 2023, nella prima partita stagionale di Kyler Murray dopo un grave infortunio, MCBride ricevette 8 passaggi per 131 yard nella vittoria sugli Atlanta Falcons. Quelle 131 yard furono il massimo per un tight end dei Cardinals dalle 149 dell'Hall of Famer Jackie Smith nel 1970. Nella settimana 13 ricevette 89 yard e un touchdown nella vittoria esterna sui Pittsburgh Steelers.
Nell'ottavo turno della stagione 2024, McBride ricevette l'allora secondo massimo in carriera con 124 yard nella vittoria in rimonta sui Miami Dolphins. Nella settimana 15 giunse a quota 86 ricezioni e 963 yard, il massimo della storia per un giocatore senza alcun touchdown su ricezione in stagione. Il primo lo segnó nel penultimo turno, in una gara in cui terminò con 12 ricezioni per 123 yard nella sconfitta con i Rams. Andò a segno anche la settimana successiva nella vittoria sui San Francisco 49ers. A fine stagione fu convocato per il suo primo Pro Bowl dopo essersi classificato secondo tra tutti i tight end della lega in ricezioni (111) e yard ricevute (1.146), in entrambi i casi dietro a Brock Bowers. Giunse così a quota 221 ricezioni nelle prime tre stagioni, un record NFL per un tight end che superò quello di George Kittle.
Il 3 aprile 2025 McBride firmò con i Cardinals un rinnovo quadriennale del valore di 76 milioni di dollari che lo rese il tight end più pagato della storia.

## Palmarès
- Convocazioni al Pro Bowl: 1

2024
- John Mackey Award - 2021